# U Don't Know Me (T.I.)
U Don't Know Me è un brano musicale del rapper statunitense T.I., estratto come singolo dell'album Urban Legend. Il singolo ha raggiunto la posizione numero 23 posizione di Billboard Hot 100 nel 2005. Il brano è stato nominato per numerosi riconoscimenti come "Grammy Award alla miglior interpretazione rap solista" ai Grammy award, "Best Rap Video" agli MTV Video Music Award e "Street Anthem of the Year" ai VIBE award.

## Classifiche
| Classifica (2005)                    | Posizione più alta |
| ------------------------------------ | ------------------ |
| U.S. Billboard Hot 100               | 23                 |
| U.S. Billboard Hot R&B/Hip-Hop Songs | 6                  |
| U.S. Billboard Hot Rap Tracks        | 4                  |
| U.S. Billboard Pop 100               | 65                 |